# Trò chơi năm 2000
Trang này liệt kê các board game, card game, wargame, miniatures game, và trò chơi nhập vai tabletop xuất bản năm 2000. Đối với trò chơi điện tử, xem Trò chơi điện tử năm 2000.

## Trò chơi phát hành hoặc phát minh năm 2000
- 1898: The Spanish American War
- Aladdin's Dragons
- Apples to Apples Expansion Set #2
- Battle Cry
- Battleline
- Bible Tribond
- Blokus
- Blue Planet 2nd Edition (trò chơi nhập vai)
- Carcassonne
- Cartagena
- Castle
- Chez Geek 2: Slack Attack
- Chrononauts
- Citadels
- Confrontation
- Cranium Booster Box 2
- Deadwood: Another Day, Another Dollar: Horror
- Deadwood: Another Day, Another Dollar: Kung Fu
- Deadwood: Another Day, Another Dollar: Musicals
- Deadwood: Another Day, Another Dollar: Space
- Diomin (trò chơi nhập vai)
- Dragonball Z Collectible Card Game
- The El Grande Expansions
- Fairy Meat
- Full Thrust Fleet Book: Volume 2 (The Xeno Files)
- Gother Than Thou
- The Great Brain Robbery
- High Bohn
- Java
- Jenga Truth or Dare
- Lord of the Rings (board game)
- Magi-Nation Duel
- MLB Showdown
- Myths and Legends
- Pantheon (trò chơi nhập vai)
- Pez Card Game
- The Pokéthulhu Adventure Game (1st edition)
- The Princes of Florence
- Raw Deal (trò chơi thu thập thẻ bài)
- Rome at War I: Hannibal at Bay
- Sailor Moon Collectible Card Game
- The Star Wars Roleplaying game (Wizards of the Coast version)
- Thunder on South Mountain
- Warangel
- The Sims
- X-Men Trading Card Game

## Giải thưởng trò chơi được trao năm 2000
- Spiel des Jahres: Torres
- Games: Aladdin's Dragons

## Sự kiện lớn liên quan đến trò chơi năm 2000
- Privateer Press được thành lập bởi Brian Snōddy, Matt Staroscik và Matt Wilson.

## Chết
| Ngày       | Tên                    | Tuổi | Chức vụ         |
| ---------- | ---------------------- | ---- | --------------- |
| 14 tháng 8 | Michael 'Mike' Gilbert | 53   | Họa sĩ minh họa |